# 제18회 제주국제장애인인권영화제
제18회 제주국제장애인인권영화제는 2017년 11월 3일에 열린 시상식이다.

## 수상 및 후보

### 대상
- 잠몰 - 이승환 수상

### 최우수상
- 아무것도 아니지만 - 황지은 수상

### 장려상
- 갈퀴 - 조용익 수상
- 별난 룸메이트 - 구가영 수상

### 상영작
- 잠몰 - 이승환
- 미라클 벨리에 - 에릭 라티고
- 안네, 날다 - 캐서린 반 캄펜
- 46/47 - 나딘 헤인제
- 말리크 프레젠트 - 아리 임폴라 외 1명
- 꼽슬과 빙구 - EBS
- 외눈박이와 외다리의 모험 - 조엘 사이먼
- 행복할까 - 이태현 외 10명
- 빈곤의 얼굴들 - 장호경
- 24주 - 앤 조라 베라치드
- 미드나잇 썬 - 강지숙
- 만득이 - 이융희
- 갈퀴 - 조용익
- 아무것도 아니지만 - 황지은
- 별난 룸메이트 - 구가영
- 코끝이 찡 - 차준호
- 시소 - 고희영
- 아스타 라 비스타 - 제프리 엔트호벤